# Unterdürnbach (Herrschaft)
Die Herrschaft Unterdürnbach war eine Grundherrschaft im Viertel unter dem Manhartsberg im Erzherzogtum Österreich unter der Enns, dem heutigen Niederösterreich.

## Ausdehnung
Die Herrschaft umfasste zuletzt die Ortsobrigkeit über Unterdürnbach, Hohenwart, Hollenstein, Gaindorf, Grafenberg, Grubern, Radlbrunn und Roseldorf und Stratzing. Der Sitz der Verwaltung befand sich im Schloss Unterdürnbach.

## Geschichte
Letzter Inhaber der Stiftsherrschaft war Ambros Becziczka in seiner Funktion als Abt des Stiftes Lilienfeld, bis die Herrschaft mit den Reformen 1848/1849 aufgelöst wurde.